# Ражнатович, Велько
Велько Ражнатович (сербохорв. Вељко Ражнатовић; 1920, Риека-Црноевича — 1986, Белград) — югославский военный, полковник авиации ЮНА, участник Народно-освободительной войны Югославии.

## Биография

### Воинская карьера
Родился в 1920 году в местечке Риека-Црноевича (ныне община Цетине, Черногория). С 1939 года член Союза коммунистической молодёжи Югославии. Член Коммунистической партии Югославии с мая 1941 года.
После оккупации Югославии странами оси примкнул к силам сопротивления, участвовал в черногорском восстании 13 июля. Находился на нелегальном положении в Цетине, член Цетинского окружного комитета КПЮ. Занимал пост заместителя командира и командира партизанской роты. Член политотдела 10-й краинской ударной бригады, политотдела 23-й сербской дивизии; заместитель политрука 46-й сербской дивизии НОАЮ.
В августе 1945 года Ражнатович был назначен политруком Военно-воздушного училища ЮНА, занявшись образованием полков ВВС и новых военно-воздушных баз. Участвовал в организации командования Военно-воздушного училища, занимался вопросами организации обучения. Позднее проходил службу в Брежицах (Словения), Загребе и Панчево. В отставку вышел в звании полковника ЮНА.
Скончался в 1986 году в Белграде.

### Семья
Супруга — Славка Йосифович (1925—2012). В браке родились дочери Миряна, Ясна, Биляна и сын Желько (криминальный, военный и политический деятель, известный под прозвищем «Аркан»).

### Награды
Велько Ражнатович награждён медалью Партизанской памяти 1941 года, орденами Братства и единства (I степени), Партизанской звезды (II и III степеней), «За заслуги перед народом» (II степени), орденом «За храбрость» и другими наградами.